# Arabiskspråkiga Wikipedia
Arabiskspråkiga Wikipedia (arabisk: ويكيبيديا العربية Wīkībīdyā al-ʿArabiyya or ويكيبيديا، الموسوعة الحرة Wīkībīdyā, al-Mūsūʿa al-Ḥurra) är den arabiskspråkiga versionen av Wikipedia. Den startades i september 2001. Den arabiska Wikipedian var 2011 den 25 största utgåvan av Wikipedior, räknat efter antal artiklar. Den har för närvarande 1 255 839 artiklar.

## Milstolpar
- Artikel nummer 10 000 var نكاف (kusma).